# Les Diables au soleil

Les Diables au soleil (titre original : Kings Go Forth) est un film américain réalisé par Delmer Daves en 1958.

## Synopsis
Son originalité consiste à traiter du problème du racisme, du métissage et des écarts sociaux sous couvert d'un film de guerre et d'amour. Il s'inspire du livre de Joe David Brown Kings Go Forth. Tony Curtis, Natalie Wood et surtout Frank Sinatra y jouent fort à propos. Une femme de couleur de peau blanche, et dont le père est noir, est-elle noire ou blanche? C'est le dilemme qui se pose à deux soldats amoureux de la même jeune femme. L'un va considérer que donc c'est une femme avec laquelle on peut s'amuser, l'autre va considérer que c'est un problème de l'aimer lorsqu'on a « affronté » les afro-américains de Harlem dans sa jeunesse...

## Fiche technique
- Titre original : Kings Go Forth
- Titre français : Les Diables au soleil
- Réalisation : Delmer Daves
- Scénario : Merle Miller, d'après le roman de Joe David Brown
- Photographie : Daniel L. Fapp
- Musique : Elmer Bernstein
- Montage : William B. Murphy (en)
- Direction artistique : Fernando Carrere
- Décors : Darrell Silvera
- Costumes : Leah Rhodes
- Société de production : United Artists
- Pays d'origine :  États-Unis
- Format : Couleur
- Genre : Film dramatique, Film d'action, Film de guerre
- Durée : 109 minutes
- Date de sortie : 
  - États-Unis : 28 juin 1958
- Affiche : André Bertrand (France)

## Distribution
- Frank Sinatra (VF : Roger Rudel) : Lieutenant Sam Loggins
- Tony Curtis (VF : Jean-Claude Michel) : Caporal Britt Harris
- Natalie Wood (VF : Jeanine Freson) : Monique Blair
- Leora Dana (VF : Delia Doll) : Mrs Blair
- Karl Swenson (VF : Serge Nadaud) : le Colonel
- Ann Codee : Mme Brieux
- Eddie Ryder : caporal Lindsay
- Jacques Berthe : Jean-François Dauval
- Cyril Delevanti (non crédité) : le majordome des Blair